# Прапор Решетилівського району
Пра́пор Решети́лівського райо́ну — офіційний символ Решетилівського району Полтавської області, затверджений 21 березня 2002 року рішенням сесії Решетилівської районної ради.

## Опис
Прапор являє собою прямокутне полотнище зі співвідношенням сторін 2:3, яке поділене на дві рівновеликі горизонтальні смуги: синю і малинову. На верхній смузі у лівому куті зображено жовтий лапчастий хрест.